# A Winter’s Tale (piosenka Queen)
A Winter’s Tale – piosenka brytyjskiej grupy Queen z albumu Made in Heaven (1995) wydanego po śmierci wokalisty Freddiego Mercury’ego (1991). 
Utwór został zarejestrowany podczas sesji nagraniowej w 1991 roku, po wydaniu albumu Innuendo. Mercury napisał go zainspirowany widokiem z okna studia Mountain Studios w Montreux nad Jeziorem Genewskim.
Utwór był drugim singlem z albumu, a w Wielkiej Brytanii wydano również limitowaną edycję świąteczną, na którym znalazł się utwór „Thank God It’s Christmas” (wówczas nie był on dostępny na żadnym albumie grupy, dopiero w 1999 znalazł się na Greatest Hits III).

## Wydania
Singiel ukazał się w dwóch wersjach: świątecznej (z utworami „Thank God It’s Christmas” i „Rock in Rio Blues” na stronie B) oraz normalnej (z utworami „Now I’m Here”, „You’re My Best Friend”, „Somebody to Love” na stronie B). Ponadto singiel wydano też na kasecie z utworem „Thank God It’s Christmas” na stronie B.